# ヒスパニア

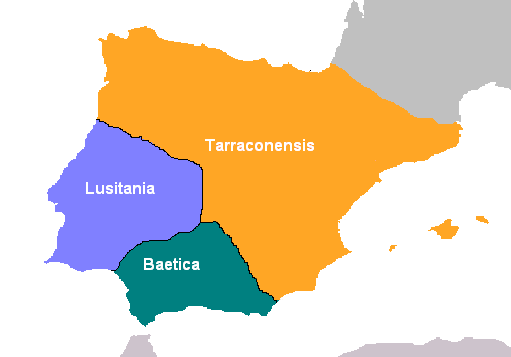
ローマ帝国初期の行政区分

ヒスパニア（ラテン語: Hispania）は、イベリア半島（現在のスペインとポルトガルや、アンドラ・ジブラルタルの領域）の古名である。なお、スペインの現代語での名称（西: España、葡: Espanha、仏: Espagne、伊: Spagna、英: Spain、独: Spanien、露: Испания、阿: إسبانياなど）は全てこのヒスパニアを語源とする。

## 語源
由来については諸説あり、フェニキア語で「隠れた土地」や「ウサギの土地」を意味する言葉に由来するという説や、同じくフェニキア語で「冶金の島」を意味する「I-span-ya」が「España」の由来であるという説がある。
現在は後者の「冶金の島」が地名の由来として最も信憑性が高いとして扱われている。

## 歴史
先住民族はイベリア人とされているが、ケルト人やフェニキア人・ギリシア人なども入植している。カルタゴ支配（植民地）を経た後に共和政ローマの支配下に入り、ヒスパニア・キテリオル（ラテン語: Hispania Citerior、イベリア半島北部）、ヒスパニア・ウルテリオル（ラテン語: Hispania Ulterior、イベリア半島南部から西部、現在のスペイン・アンダルシア州とポルトガル主要部に相当）の2つに分かれた。
ローマ帝国の初代皇帝アウグストゥスの時期にヒスパニア全土がローマの支配下へ入り、ヒスパニアはヒスパニア・タッラコネンシス、ヒスパニア・バエティカ、ルシタニアへと再編された。